# 서울상담심리대학원대학교
서울상담심리대학원대학교(서울相談心理大學院大學校, Seoul Graduate School of Counseling Psychology)는 대한민국 서울특별시 종로구에 소재한 대한민국의 사립 대학원대학이다.
2009년 개교한 용문상담심리대학원대학교가 전신이며, 전문대학원 편제로 운영되고 있다.

## 연혁
서울상담심리대학원대학교는 2008년 12월 30일, 학교법인 용문학원이 설립하였다. 이듬해인 2009년 3월 1일 개교하여 현재에 이르고 있다.

## 교육편제
서울상담심리대학원대학교는 상담심리학과 단일학과 개설하여 석·박사 학위를 수여하며, 하위 세부 전공 과정은 6개 과정을 개설하여 운영하고 있다.

## 같이 보기
- 용문고등학교
- 한국상담대학원대학교 (상담학과)
- 치유상담대학원대학교 (가족상담학과, 기독교전인치유상담학과)
- 서울불교대학원대학교 (상담심리학과)